# Эспехо, Антонио де
Антонио де Эспехо (исп. Antonio de Espejo) — испанский путешественник, конкистадор. Более известный как учёный-натуралист, исследовавший территории современных американских штатов Нью-Мексико и Аризона в 1582—1583 годах.
Основал крупное поселение на реке Кончо, у истока Рио-Гранде, в 1582 году, под названием Ла-Хунта.

## Биография
Антонио родился около 1540 года в Кордове, Испания. Прибыл в Мексику в 1571 году вместе с Педро Мойем де Контрерасом, посланным испанским королём Филиппом II для создания в тех регионах святой инквизиции. Антонио и его брат Педро стали владельцами ранчо на севере Мексики.
В 1581 году Педро во время ссоры совершил убийство собственного пастуха. За что был осуждён и приговорён к заточению. Антонио, как соучастник был оштрафован на крупную сумму. Чтобы не платить, Эспехо сбежал в Санта-Барбару, штат Чиуауа. Он пришёл тогда, когда экспедиция Чамускадо и Родригеса, совершившаяся в 1582 году, вернулась из Нью-Мексико.
Антонио де Эспехо в надежде помилования за совершенное преступление профинансировал экспедицию, целью которой является поиск двух священников, потерявшихся на обратном пути во время путешествия Чамускадо и Родригеса. 
10 ноября 1582 года экспедиция отправился в путь и вернулась через 10 месяцев, в сентябре 1583 года. Антонио был заинтересован в исследовании и колонизации тех земель. Эспехо хотел получить разрешение от короля, но по пути в Испанию в 1585 году умер в Гаване, Куба.